# Национално знаме на Армения
Националното знаме на Армения се състои от три еднакви хоризонтални цветни полета – червено, синьо и кайсиево, подредени в този ред от горе надолу. Отношението ширина към дължина е 1:2.
Съществуват няколко теории за значението на цветовете, но най-разпространената е, че червеното представлява кръвта на арменците, пролята за защита на страната, синьото е природата на страната, а кайсиевото – националната смелост и трудолюбие. Според дефиницията записана в закона за знамето на Армения приет на 15 юни 2006 г., червения цвят символизира планинските земи, постоянната борба на арменците за живот, християнската вяра, независимостта и свободата. Синият цвят символизира стремежа на арменците да живеят мирно под синьото небе. Оранжевият цвят символизира изобретателността и трудолюбието на арменците.
В този вид, знамето е било национален флаг на Армения по време на кратката независимост на страната след първата световна война между 1918 и 1921 г. По времето, когато Армения е била част от СССР, знамето на Арменската ССР е представлявало сърп и чук на червен фон със синя ивица по средата. След обявяването на независимост през 1991, трикольорът отново е приет като официален символ на страната.

## Дизайн
Знамето на Армения е съставено от три хоризонтални цветни полета червено от горе, синьо в средата и кайсиево отдолу, и има правоъгълна форма с отношение ширина към дължина 1:2. Описанието е записано в Конституцията на страната приета на 5 юли 1995 г. с измененията приети на 6 декември 2015 г.

Чл. 21,1 Знамето на Република Армения е трицветно съставено от три хоризонтални и еднакви по ширина ивици в червено, синьо и оранжево.

Формата и цветовете на националното знаме на Армения са определени от арменския институт по стандартизация
Цветовете на цветните полета в знамето са:
| Цвят | Официален цветови модел | RGB цветови модел | HEX цветови модел |
| ---- | ----------------------- | ----------------- | ----------------- |
|      | Pantone 485             | (217, 0, 18)      | #D90012           |
|      | Pantone 286             | (0, 51, 160)      | #0033A0           |
|      | Pantone 1235            | (242, 168, 0)     | #F2A800           |
|      |                         | (0, 0, 0)         | #                 |
|      |                         | (0, 0, 0)         | #                 |
|      |                         | (0, 0, 0)         | #                 |

## Знаме през годините
- Демократична република Армения (1918 – 1920)
- Арменска ССР (1922)
- Транскавказка СФСР (1922 – 1936)
- Арменска ССР (1936 – 1940)
- Арменска ССР (1940 – 1952)
- Арменска ССР (1952 – 1991)